# Хурга
Хурга́ — улус в Окинском районе Бурятии. Входит в сельское поселение «Сойотское».

## География
Расположен в межгорной котловине на правом берегу реки Оки, по западной стороне 136-го км региональной автодороги Монды — Орлик, в 23 км к северо-западу от улуса Сорок, центра сельского поселения, и в 17 км к югу от райцентра — села Орлик.

## Население
| 2002 | 2010 |
| ---- | ---- |
| 179  | ↘117 |